# Paulo Silas
Paulo Silas do Prado Pereira, mais conhecido como Paulo Silas, Silas Pereira ou simplesmente Silas (Campinas, 27 de agosto de 1965), é um ex-futebolista e ex-treinador brasileiro. Como futebolista, atuou como meio-campista. Atualmente, é comentarista da ESPN Brasil.
É o irmão de Eli Carlos.

## Carreira
Durante sua carreira de jogador profissional de 1984 a 2004 ele jogou em clubes do Brasil, Portugal, Uruguai, Argentina, Japão e Itália. Com a seleção de base do Brasil, ganhou o prêmio Bola de Ouro da Adidas no Mundial Sub-20, e com a equipe principal jogou 38 partidas, e participou das Copas do Mundo de 1986 e 1990.
Após encerrar sua carreira como jogador, fixou residência em Campinas, e virou empresário trabalhando com uma franquia de pastéis, além de ter participado de um projeto que auxilia "Atletas de Cristo" ao lado de Alex Dias Ribeiro.
Depois disso optou por atuar como treinador de futebol. Inicialmente, foi auxiliar do técnico e amigo Zetti e, atualmente, exerce a função principal. Já esteve no comando de clubes como Ceará, Avaí, Grêmio e Flamengo.

### Como jogador
Silas iniciou sua carreira no início da década de 1980, jogando nas categorias de base do São Paulo. Em 1985, por intermédio do então técnico tricolor Cilinho, iniciou sua carreira profissional.
Nesta época, devido ao grande sucesso do grupo porto-riquenho Menudo no Brasil, o time de garotos sensação do São Paulo ficou conhecido como "Menudos do Morumbi". Esse time era formado, entre outros, por Silas, Müller e Sidney.
Ainda no ano de 1985, sagrou-se campeão da Copa do Mundo Sub-20 na União Soviética pela Seleção Brasileira, onde foi escolhido o melhor jogador da competição. Já a sua carreira na Seleção principal iniciou-se no dia 16 de março de 1986, num amistoso contra a Hungria, na cidade de Budapeste. Foi convocado para a Copa do Mundo de 1986, na qual o Brasil chegou até às quartas-de-final. Em 1987, foi convocado por Carlos Alberto Silva para a Seleção que disputaria a Copa América. Silas atuou somente no jogo contra a Venezuela.
No ano de 1988, Silas deixou o Brasil rumo ao futebol europeu. Foi contratado pelo Sporting de Portugal, juntamente com outras estrelas como Rodolfo Rodríguez, Carlos Manuel, Douglas, Hans Eskilsson e o treinador uruguaio Pedro Rocha. De todas as estrelas contratadas, os únicos que justificaram a badalação foram Carlos Manuel, Douglas e Silas, que foi o segundo artilheiro do time na temporada, atrás somente de Paulinho Cascavel.
Para a Copa América de 1989, novamente surge a convocação, desta vez pelo técnico Sebastião Lazaroni. O Brasil conquistou o seu quarto título na competição contando com quatro atuações de Silas. No dia 20 de agosto de 1989, num jogo válido pela eliminatórias para a Copa do Mundo de 1990, Silas marcou seu primeiro e único gol pela Seleção, o terceiro do Brasil na vitória por 6 a 0 sobre a Venezuela, aos 37 minutos do primeiro tempo. Com a regularidade das boas atuações pela Seleção e a confiança do técnico, Silas foi convocado para sua segunda Copa do Mundo. No mundial, o Brasil foi eliminado nas oitavas-de-final, tendo Silas atuado em três jogos. Seu ultimo jogo pela Seleção foi num amistoso em 1992 contra a Alemanha em Porto Alegre, o Brasil venceu por 3 a 1 já sob o comando de Parreira.
Ainda no ano de 1990, Silas deixou o Sporting rumo ao Uruguai para atuar no Central Español, time em que, em uma passagem rápida, marcou três gols em dois jogos. Logo após isso, rumou para a Itália para atuar no Cesena, onde não conseguiu evitar o rebaixamento da equipe no campeonato. Na temporada seguinte, transferiu-se para a Sampdoria, ajudando a equipe a ficar em sexto lugar na Serie A Italiana. No final da mesma temporada, voltou ao Brasil para ser Campeão Gaúcho em 1992 e da Copa do Brasil desse mesmo ano pelo Internacional.
Antes de alçar novos desafios, Silas ainda foi Campeão Carioca em 1994 atuando pelo Vasco da Gama, ao lado de craques como Dener e Jardel.
Em abril de 1995, foi para a Argentina, onde, com 24 gols marcados em 95 jogos, tornou-se ídolo do San Lorenzo, vencendo o Campeonato Argentino daquele ano. É, até hoje, considerado o melhor camisa 10 que passou pelo clube na década de 1990.
Em 1997, voltou ao São Paulo para atuar pouco. Logo após, voltou ao Japão, para jogar pelo Kyoto Sanga durante duas temporadas.
No ano 2000, retornou ao Brasil para ser Campeão Paranaense pelo Atlético Paranaense, título este o seu último conquistado. A partir disso, passou por clubes menos expressivos, até encerrar sua gloriosa carreira na Inter de Limeira em 2004.

### Como treinador
Como treinador, Silas iniciou seu aprendizado sendo auxiliar de seu amigo pessoal Zetti por Paraná, Atlético Mineiro e Fortaleza. No Tricolor Cearense, no ano de 2007, Silas foi admitido como treinador principal após a demissão de Zetti. Já em meados de 2008, foi contratado pelo Avaí para o restante do Campeonato Catarinense daquele ano e para o Brasileirão da Série B, que vinha dias depois.

#### Avaí
Silas chegou ao Avaí em 15 de março de 2008 e se consagrou na história do Clube, ao ser um dos destaques na campanha do acesso à Série A nacional. Devido a boa campanha do time, o Avaí se classificou para disputar a Série A de 2009 com três rodadas de antecedência para o fim da Série B de 2008, ao vencer o Brasiliense por 1 a 0, no dia 11 de novembro, com um gol de Evando. Silas ainda foi eleito o melhor técnico do campeonato, na seleção final feita por jornalistas de todo o Brasil, desbancando o até então favorito Mano Menezes.
Em 2008, Silas foi agraciado com o Troféu Gustavo Kuerten, que elege o melhor técnico do ano no estado de Santa Catarina.
Já em 15 de março de 2009, antes de mais um jogo válido pelo Campeonato Catarinense, o treinador foi homenageado pela diretoria do clube na pessoa do presidente João Nílson Zunino com uma placa em comemoração ao seu aniversário de um ano a frente do time.
No dia 26 de setembro de 2009, é anunciado o final do ciclo vitorioso do técnico Silas no Avaí. As partes não chegaram a um acordo e decidiram não renovar o contrato para o ano seguinte. Com o contrato ainda vigente, que só rescindiria no último dia do ano, Silas ainda comandou o time nos dois últimos jogos do Brasileirão. Ele agradeceu aos torcedores, afirmando que "o amor da torcida pagou sua vinda para Florianópolis".
Após o adeus de Silas, o Avaí resolveu homenagear novamente o ex-técnico. Seguindo a linha dos "Heróis Avaianos", criada pelo clube em homenagem às pessoas que marcaram na história do time, o Leão da Ilha lançou a miniatura do treinador, consagrando-o como um grande ícone nessa história.
Hoje, Silas é considerado um dos maiores, senão o maior, técnico da história do clube catarinense.

#### Grêmio
Silas foi anunciado oficialmente como treinador do Grêmio no dia 6 de dezembro de 2009.
A declaração de Silas, dada antes do jogo entre Avaí e Grêmio (seu novo clube), válido pela Copa do Brasil de 2010, dizendo que o "amor" pelo atual clube já era maior do que o que sentia pelo antigo time gerou uma repercussão enorme em Florianópolis, acabou deixando a torcida Azurra enfurecida. Além disso, houve o agravante de que, no jogo em Porto Alegre, Silas teria, segundo o presidente do Avaí, João Zunino, influenciado o árbitro da partida Alício Pena Júnior a expulsar um jogador avaiano (Caio) injustamente. Silas negou o fato, mas, dias depois, telefonou para o presidente do clube catarinense, para explicar o ocorrido; ele também ligou para atletas e pessoal da comissão técnica avaiana, pedindo desculpas pelo ato. Antes do jogo entre Grêmio e Avaí, realizado na Ressacada, Silas foi xingado por um torcedor, no hotel da concentração do Tricolor. Momentos antes e também durante a partida, o treinador foi fortemente hostilizado e vaiado pela torcida do Avaí, inclusive com a colocação de uma faixa nas arquibancadas com a inscrição "traíra", o que provocou reação do treinador em entrevista posterior à partida. Ele declarou que "não gostaria de voltar a trabalhar no Avaí depois da recepção que teve", apesar de que seu sentimento pelo clube não tenha mudado; o técnico considerou a reação da torcida foi uma "palhaçada muito grande" e sugeriu que ela teria sido influenciada por uma jornalista local; ao final, descreveu-se como "humilhado".
Silas chegou ao Grêmio com a imagem de um técnico em ascensão, mas nunca conseguiu montar um time realmente competitivo. Conquistou o Campeonato Gaúcho de 2010, numa disputa que ficou caracterizada pelo confronto com times fracos e pouco organizados. Quando o Brasileirão e a Copa do Brasil começaram, o Grêmio passou a ter como adversários times bem mais fortes. Nesse momento, ficou claro que, mesmo com bons jogadores, o técnico Silas não conseguia repetir no Grêmio sua atuação no Avaí. As derrotas se multiplicaram e uma crise se instalou no Estádio Olímpico Monumental. Ainda assim, a diretoria decidiu manter Silas no comando do Grêmio, apesar da eliminação na Copa do Brasil e da ida do time para a zona de rebaixamento na tabela do Brasileirão.
No dia 8 de agosto de 2010, com a pressão da torcida, Silas foi demitido do Grêmio juntamente com o diretor de futebol Luiz Onofre Meira, depois da derrota por 2 a 1 em casa para o Fluminense. Silas vinha de uma série de oito jogos oficiais sem vitórias.

#### Flamengo
No dia 29 de agosto de 2010, Silas foi contratado pelo Flamengo. Porém, após pouco mais de um mês no comando do rubro-negro, Silas foi demitido no dia 4 de outubro, por não ter um bom aproveitamento, tendo vencido apenas uma partida em dez jogos a frente do clube.

#### Volta ao Avaí
No dia 15 de fevereiro de 2011, anunciou sua volta ao Avaí, onde teve seu melhor desempenho como treinador, contrariando o que havia dito enquanto era treinador do Grêmio, após confusões, que "jamais voltaria a treinar o Avaí".
Sua reestreia pelo time foi no dia 23 de fevereiro de 2011, num jogo válido pela primeira fase da Copa do Brasil. O Avaí saiu vitorioso por 3 a 0 sobre o Vilhena fora de casa, eliminando o jogo de volta que seria na Ressacada. No dia seguinte, a bela vitória do Avaí por 2 a 0 sobre o seu maior rival, o Figueirense, pela semifinal do returno do Estadual fora de casa, Silas recebeu uma proposta do San Lorenzo da Argentina para treinar o clube onde ele já havia atuado como jogador. Segundo o treinador, a proposta realmente aconteceu, mas ele não aceitou. Na segunda proposta recebida, Silas cedeu. Seguiu para o Catar para treinar o Al-Arabi.

#### Umm-Salal
Em sua primeira atuação como treinador fora do Brasil, Silas conquistou seu primeiro título logo nos primeiros meses de clube. Conquistou a Copa Sheikh Jassem do Catar após vencer o Umm-Salal na final por 3 a 2.
Em janeiro de 2012, Silas foi demitido do Al-Arabi, após duas derrotas seguidas.
No dia 28 de novembro, o Al-Gharafa rescindiu o contrato com o treinador.

#### Náutico
Silas foi contratado como técnico do Náutico no dia 12 de abril de 2013, substituindo Vagner Mancini, que foi demitido por perder dois clássicos na fase de pontos corridos do Campeonato Pernambucano. Chegou ao Timbu com a árdua tarefa de tirar o time da crise após 4 derrotas nos últimos 5 jogos. No dia 2 de junho, Silas foi demitido após mal início do clube no Brasileirão.

#### América Mineiro
Silas comandou o América Mineiro por 22 jogos, tendo 7 vitórias, 11 empates e 4 derrotas. Foi demitido após seguidos maus resultados no Campeonato Mineiro de 2014, tendo deixado o Coelho na zona de rebaixamento do mesmo, quando foi demitido. No seu lugar foi contratado o até então técnico do Tombense, Moacir Júnior.

#### Portuguesa
Após ter quase acertado com a Ponte Preta, Silas foi contratado como técnico da Portuguesa a fim de tirar da zona de rebaixamento. Foi demitido após maus resultados e não conseguir sair do Z4 da Série B com a Lusa.

#### Ceará
Foi anunciado como novo técnico do Ceará no dia 12 de fevereiro de 2015, após a saída de Dado Cavalcanti.
Conquistou de maneira invicta o titulo da Copa do Nordeste de 2015. No entanto, após maus resultados, Silas foi demitido do Ceará.

#### Avaí
No dia 30 de março de 2016, Silas foi contratado para sua terceira passagem pelo Avaí.

## Títulos

### Como jogador
São Paulo
- Campeonato Paulista: 1985[46], 1987
- Campeonato Brasileiro: 1986

Sampdoria
- Supercopa da Itália: 1991

Internacional
- Campeonato Gaúcho: 1992
- Copa do Brasil: 1992

Vasco da Gama
- Campeonato Carioca: 1994

San Lorenzo
- Campeonato Argentino: 1995

Atlético Paranaense
- Campeonato Paranaense: 2000

Seleção Brasileira Sub-20
- Copa do Mundo Sub-20: 1985

Seleção Brasileira
- Copa América: 1989

### Como treinador
Avaí
- Campeonato Catarinense: 2009

Grêmio
- Campeonato Gaúcho: 2010
- Taça Fronteira da Paz: 2010

Al-Arabi
- Copa Sheikh Jassem do Catar: 2011

Al-Gharafa
- Copa Emir: 2012

Ceará
- Copa do Nordeste: 2015

## Prêmios individuais
- Melhor Jogador da Copa do Mundo Sub-20 de 1985
- Melhor Técnico do Campeonato Brasileiro de 2008 - Série B
- Melhor Técnico (Troféu Gustavo Kuerten) de 2008[47]
- 2º Melhor Técnico do Campeonato Brasileiro de 2009 - Série A